# Alcest
Gli Alcest sono un gruppo musicale francese formatosi a Bagnols-sur-Cèze nel 1999.

## Storia del gruppo

### Primi anni eSouvenirs d'un autre monde

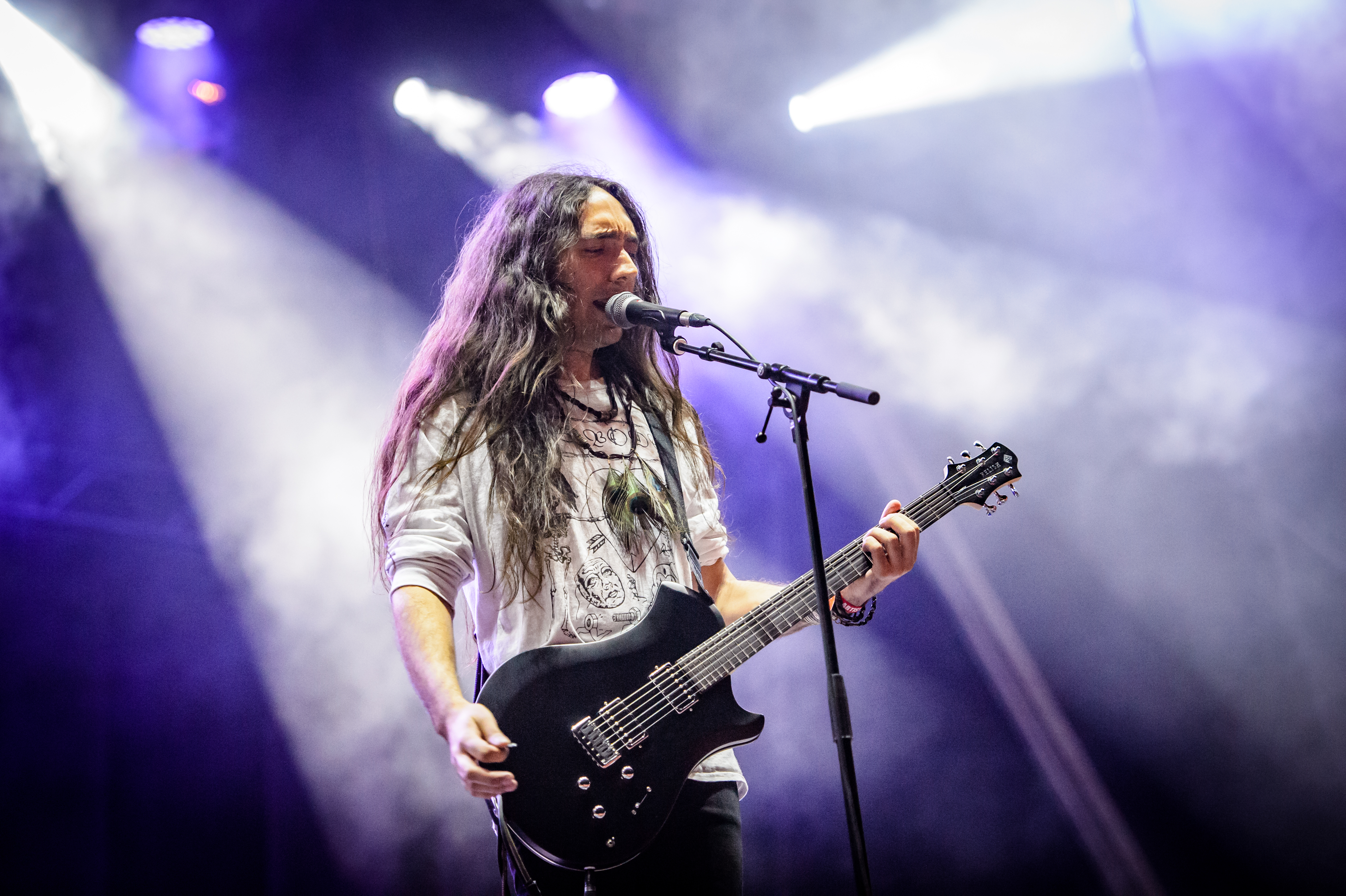
Neige, fondatore del gruppo

Gli Alcest vennero fondati nel 1999 per iniziativa del musicista Neige (pseudonimo di Stéphane Paut), ex-componente di gruppi come Peste Noire, Mortifera, Phest, Amesoeurs, Lantlôs e Valfunde, al quale si unirono poco tempo dopo Aegnor (Peste Noire, ex Valfunde) e Argoth (ex Peste Noire), tutti originari di Bagnols-sur-Cèze. Con questa formazione il trio debuttò nel 2001 con il demo Tristesse hivernale, dalle sonorità black metal.

Poco tempo dopo tuttavia Aegnor e Argoth lasciarono il gruppo, costituito quindi dal solo Neige. Con il passare degli anni il musicista ha mutato le sonorità black metal verso uno stile musicale vicino allo shoegaze, come evidenziato nell'EP di debutto Le Secret, uscito nel 2005. Le prime recensioni dell'EP accreditarono lo stile degli Alcest come una versione black metal "fredda e malinconica", con grande sorpresa e delusione da parte di Neige. Egli infatti, in un'intervista apparsa sulla webzine Aeternitas Tenebrarum Music Foundation, rispose seccato a queste interpretazioni, così come ai pareri che decretavano la sua voce piena di uno stato d'animo oscuro:
Nel 2007 venne pubblicato l'album d'esordio Souvenirs d'un autre monde, che, a dire di Neige, richiese una gestazione tra i cinque e i sette anni.

### Écailles de LuneeLes Voyages de l'âme

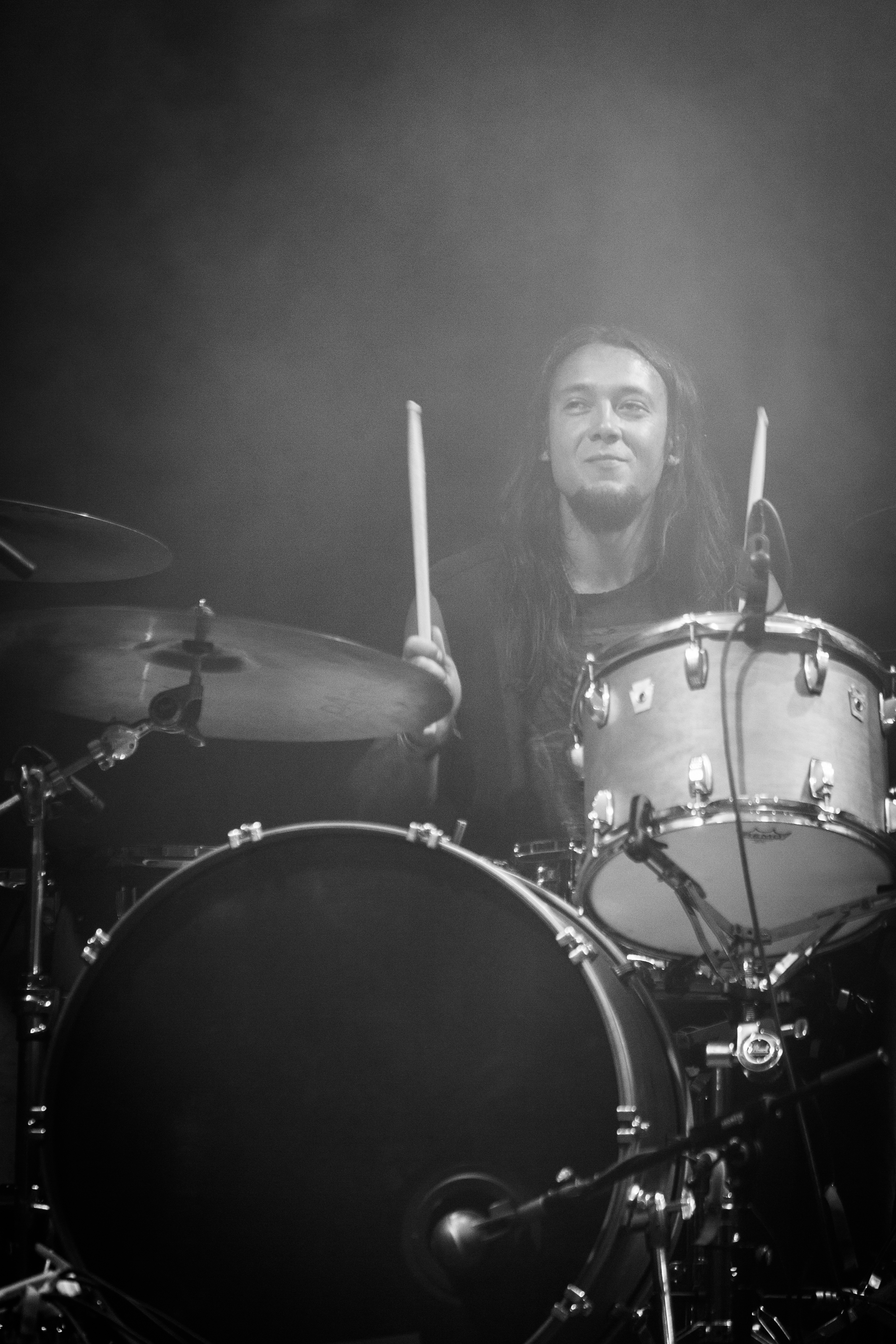
Winterhalter, entrato in formazione dal 2009

Nel 2009 Neige ha annunciato che tra il 27 luglio a la metà agosto dello stesso anno avrebbe registrato il seguito di Souvenirs d'un autre monde. Intorno allo stesso periodo entra in pianta stabile il batterista Winterhalter dei Peste Noire e dei Les Discrets.
Il secondo album, Écailles de Lune, è stato pubblicato il 29 marzo 2010 ed è caratterizzato da marcate influenze black metal, soprattutto nelle strutture di batteria e in alcune parti vocali in screaming, mantenendo comunque gran parte delle sonorità del primo album. Dall'uscita del secondo album gli Alcest hanno subito iniziato un'intensa attività dal vivo e hanno tenuto diversi tour in Europa, Stati Uniti d'America, Australia, Messico, Cina, Giappone e Corea del Sud.
Il 6 gennaio 2012 è stata la volta del terzo album Les Voyages de l'âme, che presenta sonorità più mature ed elaborate, strutture vicine al rock progressivo e una cura maggiore dei passaggi melodici. Le parti in screaming presenti in Là où naissent les couleurs nouvelles e in Faiseurs de mondes saranno gli ultimi retaggi delle radici metal presenti negli album degli Alcest, come ha dichiarato Neige.

### Shelter

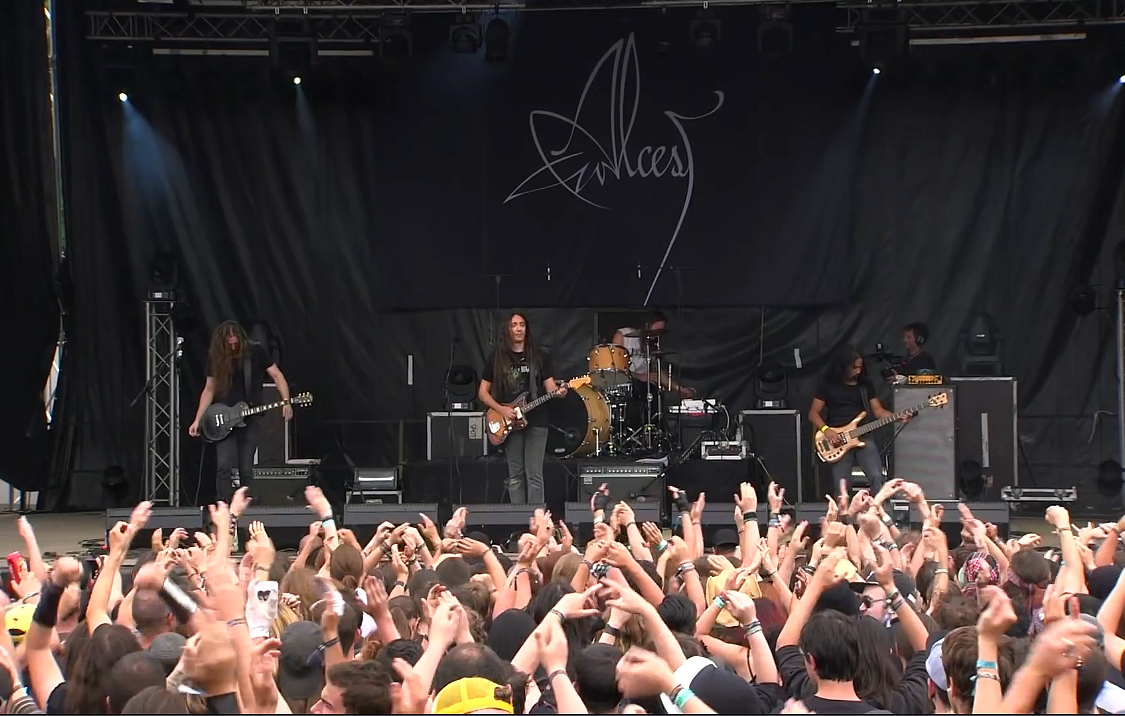
Gli Alcest in concerto

Nella primavera del 2013 gli Alcest annunciano tramite Facebook che le registrazioni dell'album si svolgeranno in Islanda, presso il Sundlaugin Studio di proprietà dei Sigur Rós. Fra gli ospiti compaiono nomi significativi come Neil Halstead degli Slowdive, il gruppo Amiina e Billie Landahl del progetto Promise and the Monster. L'album, intitolato Shelter, esce il 20 gennaio 2014 e abbandona del tutto qualsiasi influenza heavy metal a favore di un suono molto più vicino a shoegaze, post-rock e dream pop, offrendo parti vocali esclusivamente melodiche e distorsioni di chitarra caotiche in stile My Bloody Valentine. Per definire meglio il loro suono la stampa musicale userà il neologismo "blackgaze".

### Kodama
Il 25 gennaio 2016 Neige ha annunciato l'inizio delle registrazioni del quinto album, anticipando che le sonorità sarebbero state «decisamente più dark». Il titolo dell'album, Kodama, è stato rivelato il 27 luglio unitamente all'annuncio della data di uscita, fissata al 30 settembre. I testi e le atmosfere sono fortemente ispirate all'arte e alla cultura giapponese e in particolare al film Princess Mononoke di Hayao Miyazaki.

### Spiritual Instict
Il 22 gennaio 2019 il gruppo ha annunciato l'inizio delle registrazioni del sesto album a partire dal giorno seguente. Intitolato Spiritual Instinct, il disco è uscito il 25 ottobre dello stesso anno attraverso la Nuclear Blast.

## Stile musicale e tematiche

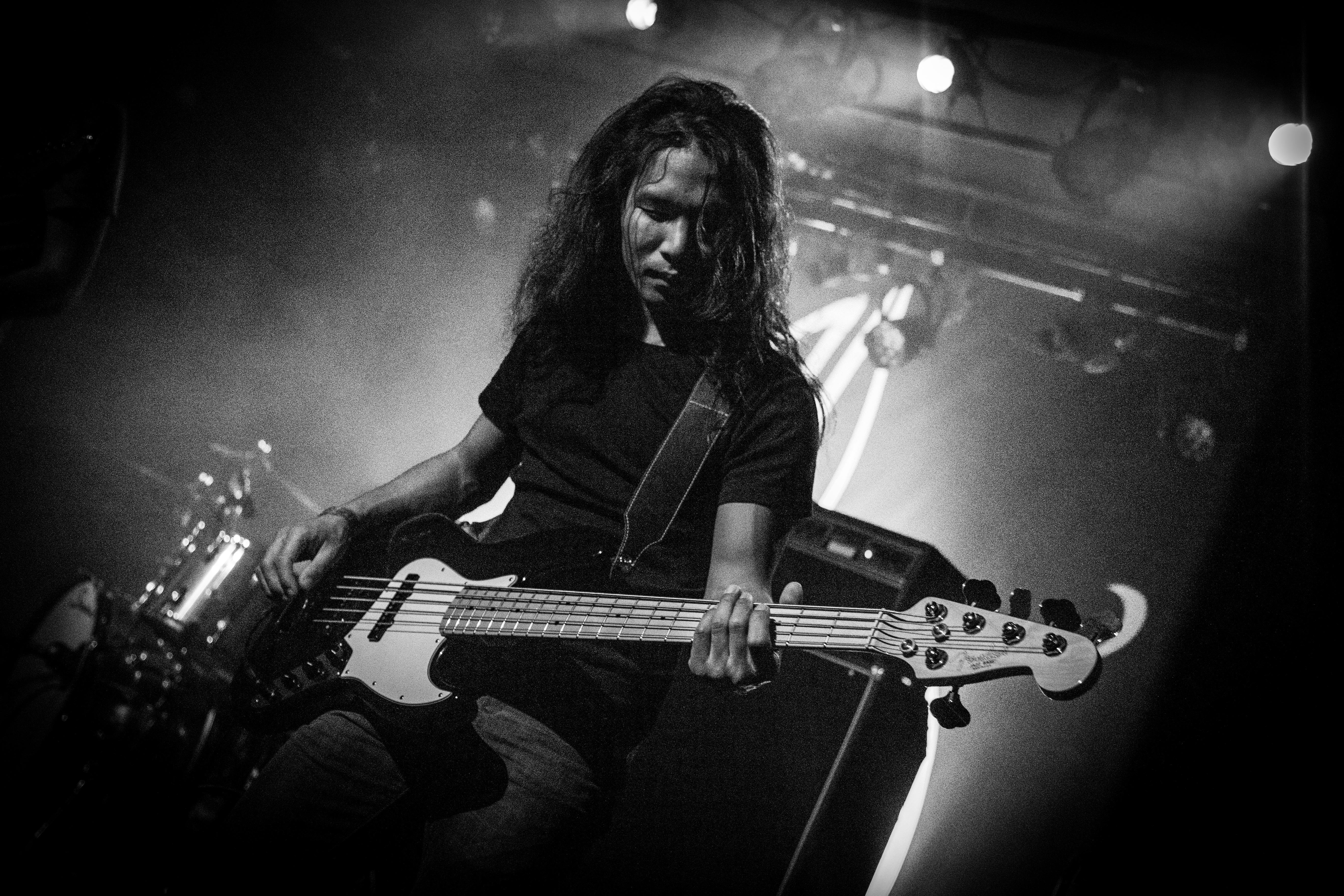
Indria Saray

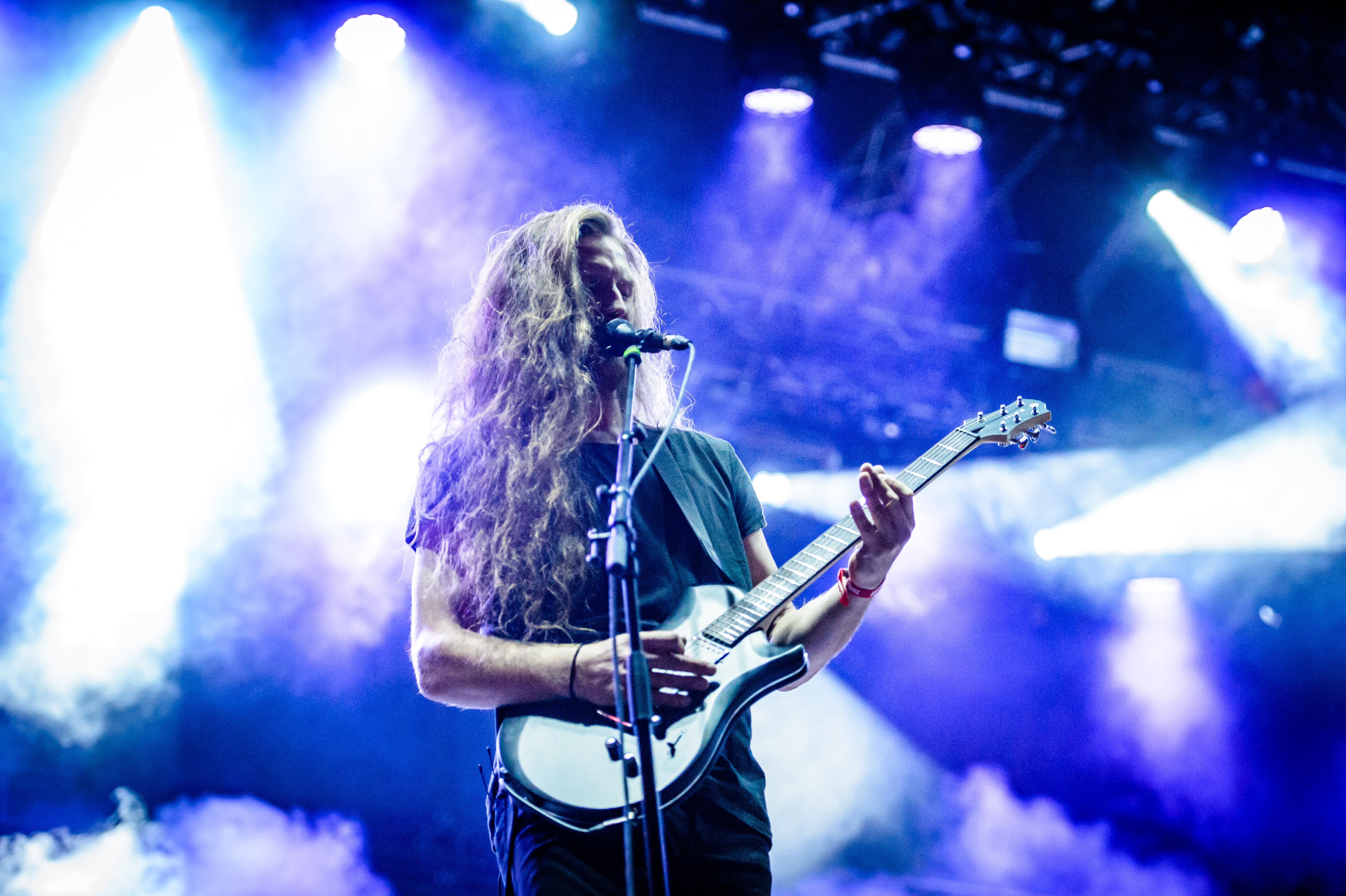
Pierre Corson

A causa del genere molto aperto a sperimentazioni di ogni tipo, la band ha condiviso il palco con gruppi molti diversi tra loro che vanno dal black metal all'indie rock, tra i vari nomi ci sono: Deafheaven, Enslaved, Agalloch, Katatonia, Junius, Anathema, Les Discrets, Soror Dolorosa, Sigh, Heretoir, Mamiffer, Dornenreich, Urfaust, Vaura, Alda, Addaura, Chasma, The Body, Hexvessel, The Fauns, Au Revoir Michelle, Vampillia.
Nei viaggi di fantasia che faceva da bambino, Neige immaginava spesso di avere accesso ad un paese lontano, una fairyland: nella sua mente era una terra incantata, un luogo magico con «colori, forme e suoni che qui non esistono» come egli stesso lo definisce e popolato da entità fatate. Liricamente, Il progetto Alcest nasce per dare forma con la musica ai ricordi di questa terra fatata: Neige cerca di guidare l'ascoltatore attraverso i ricordi della sua infanzia. Questo tipo di concept è stato introdotto a partire sin dall'EP Le Secret del 2005, proseguendo anche nei dischi successivi.

## Formazione
Attuale
- Neige – voce, chitarra, basso (1999-presente), batteria (1999-2009)
- Winterhalter – batteria (2009-presente)

Turnisti
- Indria Saray – basso (2010-presente)
- Pierre "Zero" Corson – chitarra, cori (2010-presente)

Ex componenti
- Aegnor – chitarra solista (2000-2001)
- Argoth – basso (2000-2001)

Ex-turnisti
- Fursy Teyssier – basso (2010)
- Zoè – chitarra (2013)

## Discografia

### Album in studio
- 2007 – Souvenirs d'un autre monde
- 2010 – Écailles de Lune
- 2012 – Les Voyages de l'âme
- 2014 – Shelter
- 2016 – Kodama
- 2019 – Spiritual Instinct
- 2024 – Les Chants de l'Aurore

### EP
- 2005 – Le Secret
- 2012 – BBC Live Session

### Split
- 2007 – Aux Funérailles du Monde.../Tristesse Hivernale (con gli Angmar)
- 2009 – Alcest/Les Discrets (con i Les Discrets)

### Singoli
- 2011 – Autre Temps
- 2013 – Opale
- 2019 – Protection
- 2019 – Sapphire
- 2024 – L'Envol
- 2024 – Flamme Jumelle